# Prijevoj Schrofen
Prijevoj Schrofen (njem. Schrofenpass), prolaz za pješake (nadmorska visina: 1688 m) preko Allgäu Alpa. Povezuje Oberstdorf u Njemačkoj s Warthom u Austriji.
- Detalj staze s njemačke strane
- Prijelaz preko opasnog dijela staze

## Vanjske poveznice
|  | Zajednički poslužitelj ima još gradiva o temi Prijevoj Schrofen |

- Slika prijevoja Schrofen